# Adriaan Joseph van Rossem
 (février 2020).
Si vous disposez d'ouvrages ou d'articles de référence ou si vous connaissez des sites web de qualité traitant du thème abordé ici, merci de compléter l'article en donnant les références utiles à sa vérifiabilité et en les liant à la section « Notes et références ».
Adriaan Joseph van Rossem, né le 17 décembre 1892 à Chicago et mort le 4 septembre 1949 à Los Angeles, est un ornithologue américain.

## Biographie
Il est le fils d’Adriaan Cornelis van Rossem et de Josephine née Williams. Son père est une figure éminente de la vie politique et économique de Rotterdam. Après avoir été en fonction à Londres, il s’installe à Chicago où il rencontre sa future femme. Le père de celle-ci vivait à Goderich, Ontario, et s’occupait de production et de commerce de bois. Il meurt le 6 février 1895 à Leysin-sur-Aigle, en Suisse, où il s’était rendu pour raisons de santé. Sa veuve et ses deux fils, âgés d’un an et d’un an et demi, retournent alors au Canada. Quelques mois plus tard, leur mère part s’installer à Pasadena en Californie.
Le jeune Adriaan y fait ses études et entre plus tard au Throop Institute (aujourd’hui le California Institute of Technology) en 1903. Il s’intéresse très tôt à l’histoire naturelle, encouragé par un jeune enseignant, Joseph Grinnell (1877-1939). Lorsque celui-ci part à Berkeley en 1908, les deux hommes entament une régulière correspondance où Grinnell continue de guider van Rossem dans ses premières études scientifiques d’histoire naturelle.
Van Rossem fait très tôt des expéditions scientifiques. La première d’entre elles l’emmène à 16 ans avec James B. Dixon dans les îles Coronado. En 1910-1911, il part explorer la mer de Salton, puis au printemps 1911, il part dans l’île de Santa Cruz avec Alfred Brazier Howell (1886-1961) et, enfin, de février à août 1912 il explore le Salvador. Début 1913, la famille Rossem achète un ranch à Pomona pour se rapprocher de la nature. Mais van Rossem préfère se consacrer à l’étude de la nature et, écrit-il à Grinnel, « il préfère passer un an à récolter [des spécimens d’histoire naturelle], plutôt que de conduire un motoculteur pendant une semaine. » Il est engagé par John Eugene Law (1877-1931) comme collecteur et van Rossem part en 1914-1915 dans les montagnes Chiricahua en Arizona. Mais les deux hommes s’opposent bientôt et aucune publication ne suit cette expédition.
De 1915 à 1917, van Rossem travaille dans l’industrie minière dans la Sierra Nevada. En avril 1917, Adriaan et son frère Walter Johannes s’enrôlent dans l’armée américaine et partent à l’entrainement à San Diego et à Fort Lewis. Adriaan entre à l’école des officiers et devient second lieutenant en 1918 puis premier lieutenant quelques mois plus tard. En mai 1919, il quitte l’armée régulière pour devenir réserviste et retourne à la vie civile.
À l’automne 1919, il commence à collaborer avec Donald Ryder Dickey (1887-1932). Celui-ci, s’installant dans le sud de la Californie constate qu’il manque une institution de recherche sur la faune d’Amérique centrale. Il constitue alors une collection de recherche de près de trente mille spécimens de mammifères et d’oiseaux ; ce chiffre sera doublé au moment de sa mort. Van Rossem et Dickey entament alors une étroite et fructueuse collaboration qui durera près de treize ans. Van Rossem est l’auteur de la plupart des récoltes et des publications sur les oiseaux. Il fait de nombreux voyages au Salvador, seul ou comme guide pour d’autres scientifiques comme Ruben Arthur Stirton (1901-1966) ou Alden Holmer Miller (1906-1965). Les collections sont complétées par des achats comme celle de James T. Wright.
Rossem donne des cours à partir de 1928 à l’Occidental College de Los Angeles qui reconnaîtra son action par l’attribution d’un titre de docteur honoraire en 1948. Il voyage en Europe pour y étudier les collections ornithologiques, d’abord en 1933, puis en 1938, où il participe au Congrès international d’ornithologie de Rouen. La mort de Dickey, en 1932, est une étape dans une période difficile pour van Rossem : d'une part, le California Institute of Technology qui abritait les collections de Dickey refuse de continuer ; d'autre part, le divorce avec sa femme, Grace Coolidge, qu’il avait épousée en 1918, est officialisé en 1934 ; il se remarie alors à Florence S. Stevenson. Enfin, la crise économique rend très incertaine la recherche de subventions. Van Rossem appelle à l’aide Clinton Gilbert Abbott (1881-1946) de la San Diego Natural History Society. Les collections de Dickey sont finalement offertes à l’université de Californie grâce à l’action de Loye Holmes Miller (1874-1970). Van Rossem reçoit alors le titre de conservateur pour cette collection (et sera plus tard nommé zoologiste sénior) avec la charge de donner des lectures en zoologie en 1946. Il reçoit en 1941 la médaille Brewster pour son livre The Birds of El Salvador. Il s’intéresse principalement au sud-ouest des États-Unis. Après la mort de sa deuxième épouse en 1944, il se marie à nouveau avec Dorothy Sanderson. Celle-ci meurt deux ans plus tard, ce qui est un grand drame dans la vie de van Rossem.
Il est membre de diverses sociétés savantes dont l’American Ornithologists' Union, la Sociedad de Biología de Mexico...